# مارتین فنین
مارتین فنین (چکی: Martin Fenin؛ زادهٔ ۱۶ آوریل ۱۹۸۷) بازیکن فوتبال اهل جمهوری چک است.
از باشگاه‌هایی که در آن بازی کرده‌است می‌توان به باشگاه فوتبال اسلاویا پراگ، باشگاه فوتبال انرژی کوتبوس، باشگاه فوتبال آینتراخت فرانکفورت، باشگاه فوتبال کمنیتس، و باشگاه فوتبال تپلیس اشاره کرد.
وی همچنین در تیم‌های ملی فوتبال زیر ۲۱ سال جمهوری چک، و جمهوری چک بازی کرده‌است.